# Slam Dunk (manga)
Slam Dunk (スラム ダンク Suramu Danku?) es un manga Shonen del género Spokon escrito e ilustrado por Takehiko Inoue. La trama sigue a Hanamichi Sakuragi, un estudiante de secundaria que decide practicar baloncesto para conquistar a Haruko Akagi, la chica de que está enamorado.
El manga fue publicado en la revista Weekly Shōnen Jump de 1990 a 1996 y sus capítulos fueron recopilados en 31 volúmenes tankōbon por Shūeisha y, más tarde, en 24 tomos con formato kanzenban. Fue adaptado en una serie de anime por Toei Animation entre 1993 y 1996, aunque la trama de sus 101 capítulos solo abarca hasta el volumen 22 del manga. Slam Dunk ha vendido más de 120 millones de copias en Japón, lo que la convierte en una de las series de manga más vendidas de la historia.
Más tarde, el autor utilizó el baloncesto como tema central en otros dos títulos de manga: Buzzer Beater y Real. En 2010, Inoue recibió elogios especiales de la Asociación de Baloncesto de Japón por ayudar a popularizar el deporte en el país.

## Argumento
Slam Dunk narra la historia de la evolución como jugador de baloncesto, y como persona, de su protagonista Hanamichi Sakuragi, un joven de 15 años, problemático y pandillero con un impresionante registro de cincuenta rechazos amorosos a sus espaldas. Al inicio de la serie Hanamichi no sabe nada de lo que es el deporte o más que nada del baloncesto.
Al comienzo de la obra vemos a Sakuragi, un temible y violento matón de secundaria, recién llegado al instituto Shōhoku y abatido por su último fracaso sentimental al que atribuye al hecho de que su última novia estaba enamorada de un jugador de baloncesto lo cual le provoca un profundo rechazo hacia ese deporte. Todo cambia cuando conoce a Haruko Akagi, de la que se enamora instantáneamente y a la que intenta impresionar por medio del baloncesto gracias a su gran estatura y sorprendente condición física innata. Sin embargo, Sakuragi desconoce por completo las reglas de este deporte, además de carecer por completo de técnica. Esta situación se agrava con su llegada al equipo, al comprobar las enormes habilidades en el baloncesto de Kaede Rukawa, también jugador de primer año y del que Haruko está enamorada. Sakuragi termina metiéndose entonces en una pelea con Rukawa la cual provoca un malentendido con Haruko y por consiguiente, aquello refuerza su odio hacia el baloncesto, lo cual llega a niveles extremos cuando sin proponérselo provoca al capitán del equipo de baloncesto, Takenori Akagi quien a su vez, es el hermano de Haruko. Akagi, un apasionado de este deporte, al oír a Hanamichi decir que el baloncesto es para perdedores, lo considera un grave insulto y reta a Hanamichi a un partido en el que si logra anotar al menos una canasta ganará el juego. Hanamichi con muchas dificultades, consigue anotar y Akagi reconoce su derrota, Haruko quien se encontraba presente sorprende a Hanamichi con la noticia de que el capitán del equipo de basquetbol con quien se acaba de enfrentar es nada más ni nada menos que el hermano mayor de ella, por lo que Hanamichi ahora también intenta impresionar al capitán Akagi, pero Sakuragi pretende adularlo con regalos e informándose de cosas que le gustan al capitán, pero lo más importante es que debe mostrar su tenacidad. Una vez dentro del equipo Hanamichi Sakuragi deberá aprender desde lo básico todo lo referente al baloncesto, justo en el arribo del torneo regional de institutos de Kanagawa, pero al mismo tiempo, Rukawa también entrará al equipo lo cual dará pie al inicio de su rivalidad. Con el correr de la obra, Sakuragi tratará de rivalizar con él a pesar de su escaso nivel y esta rivalidad le servirá de empuje para mejorar progresivamente a lo largo del manga. Con el tiempo comienza a apreciar realmente el baloncesto, tal vez la única actividad en la que destaca al margen de las peleas y aunque sigue queriendo impresionar a Haruko a toda costa, esta dejará de ser su única motivación. La incorporación de Sakuragi hará más fuerte al equipo del Shōhoku, que capitaneado por Akagi, afrontará por primera vez el torneo de Kanagawa y posteriormente el nacional con auténticas posibilidades de éxito. Con el correr de la historia, se unirán al equipo Ryota Miyagi un joven que trabará amistad con Hanamichi ya que como él, tiene problemas en el amor con una estudiante de su escuela, siendo en su caso una joven llamada Ayako que se uniría también al equipo como asistente, pero con un fuerte historial de violencia ya que recién pudo incorporarse al equipo debido a una pelea que sostuvo con otro joven que también se uniría al equipo, Hisashi Mitsui quien en su juventud fuera el jugador más valioso de la secundaria y que se hizo delincuente tras no poder superar una lesión de rodilla que lo alejó del baloncesto para nunca más volver, o eso se creía.

## Personajes

### Hanamichi Sakuragi
Es el protagonista de la serie, cuya forma de ser y reputación violenta lo han llevado a recibir un total de cincuenta rechazos amorosos. Sakuragi odia el baloncesto debido a que la última chica que lo rechazó le confesó que estaba enamorada de un jugador de baloncesto llamado Oda, hasta que conoce a una chica llamada Haruko, ella le pregunta a Hanamichi si le gusta el baloncesto, Hanamichi responde que sí, afirmando ser todo un deportista y decide unirse al equipo de su instituto para tratar de gustarle a Haruko. Ella lo recomienda mucho a su hermano mayor Takenori Akagi (el capitán del equipo), sin embargo al principio no se llevan nada bien ya que Akagi desafía a Hanamichi a un duelo frente a toda la escuela, en el que debía anotarle mínimo una canasta para ser el ganador. Hanamichi lo logra enorgulleciéndose enormemente, ya que a diferencia de todos es el único que ha conseguido ganarle a pesar de su ignorancia en el deporte y Akagi reconociendo su derrota, lo acepta en el equipo. También está Rukawa otro rival suyo al cual Hanamichi le tiene envidia, ya que Haruko está enamorada de él. Después de un duro comienzo, Sakuragi consigue ser uno de los cinco jugadores más importantes del equipo. Nobunaga le apoda "Mono pelirrojo". Algunos dicen que Inoue tomó como inspiración a Dennis Rodman para crear a Sakuragi.
Año: 1.º año
Estatura: 189,2 cm
Peso: 83 kg
Camiseta número: #10
Posición: Ala Pívot
Edad: 15
Secundaria: Wakou

### Kaede Rukawa
Jugador de primer año. Juega de alero y es el gran rival de Sakuragi, al menos para este último. Atesora una gran calidad, pero el baloncesto parece ser su único interés y además es el que más atrae a las chicas y en especial a Haruko, de la cual Hanamichi está enamorado y en ocasiones Hanamichi le advierte a Rukawa que no la trate con desprecio. Comienza como un jugador extremadamente individualista, aunque a lo largo del manga logra evolucionar, sacando partido a sus buenas dotes para el pase. Es apodado Super Rookie (Gran Debutante) y Hanamichi Sakuragi lo apoda cara de Zorro Dormilón o Zorro apestoso. Es considerado el jugador estrella del equipo de Shōhoku y uno de los mejores de la prefectura de Kanagawa, siendo para muchos el mejor novato del año. Su gran rival en la duela es Akira Sendoh, pero muestra gran interés en Hanamichi Sakuragi siendo este último en quien concentra mucho su atención. Rukawa era el destinado a tomar la camiseta del número 10, pero por la insistencia de Hanamichi cede y se la da. En el torneo nacional tiene un gran duelo contra el jugador estrella de Sannoh, Eiji Sawakita.
Año: 1.º año
Estatura: 187 cm
Peso: 75 kg
Camiseta número: #11
Posición: Alero
Edad: 15
Secundaria: Tomigaoka

### Takenori Akagi
Apodado Gorila o Gori por Sakuragi y sus amigos, es el capitán y Pívot del equipo. Se le considera uno de los mejores del país, también uno de los mejores en lo académico de su clase. Su mayor sueño es ganar el campeonato nacional. Es también el hermano mayor de Haruko y el "mentor" de Hanamichi, ya que le enseñó a atrapar rebotes, tirar a canasta, etc. Cada vez que Hanamichi comete indisciplinas o hace algo indebido tanto en los juegos como los entrenamientos, este lo golpea en la cabeza aunque también hay situaciones en las que llega a reconocer su progreso. Sus rivales más fuertes de la prefectura son Jun Uozumi de Ryonan y Toru Hanagata de Shoyo. A nivel nacional su rival es Masashi Kawata del equipo de Sannoh. Podría decirse que por su habilidad en la cancha e incluso su parecido físico, este personaje haya sido inspirado en la leyenda de los knick's Patrick Ewing.
Año: 3.º año
Estatura: 197 cm
Peso: 90 kg
Camiseta número: #4
Posición: Pívot
Edad: 17
Secundaria: Kitamura

### Ryota Miyagi
Jugador de segundo año, es el base del equipo (Point Guard) y el que recupera más balones en los partidos, está considerado uno de los mejores bases de la prefectura de Kanagawa. Está profundamente enamorado de Ayako, la mánager del equipo del instituto Shōhoku. Estuvo una temporada hospitalizado a causa de una pelea con Mitsui y su pandilla, así que se incorpora algo tarde al equipo. Peleón y arrogante al igual que Sakuragi, los dos llegan a hacerse buenos amigos al tener en común el haber sufrido muchos rechazos amorosos. Su rival a vencer es la estrella de Shoyo Kenji Fujima. Se convierte en el nuevo capitán de Shōhoku luego de que Kogure y Akagi se gradúan.
Año: 2.º año
Estatura: 168 cm
Peso: 59 kg
Camiseta número: #7
Posición: Base
Edad: 16
Secundaria: Desconocida

### Hisashi Mitsui
Su especialidad son los tiros de 3 puntos. Era el jugador estrella en su secundaria, pero al ingresar a Shōhoku, en un partido de entrenamiento se lesiona gravemente la rodilla izquierda. A causa de esto va a dar al hospital donde tiene que hacer reposo por un largo tiempo, pero Mitsui antes de que terminara su reposo escapa para ir a los entrenamientos donde se lesiona por segunda vez y va a dar al hospital de nuevo. A causa de esta lesión se pierde el campeonato Regional lo que lo frustra mucho al punto de que se reniega del baloncesto y se vuelve un joven pandillero. Pasa dos años sin jugar, y de repente vuelve al gimnasio para pelear con los del equipo de baloncesto para que con esto se suspenda el equipo, de esa manera iba a perjudicar a Riota Miyagi (uno de los integrantes del equipo con el cual estaba enemistado)
Pelearon y hubo mucha sangre, luego el profesor Anzai entró al gimnasio y Mitsui al reencontrarse con él se ve conmovido y decide regresar al baloncesto.
Cabe destacar que el profesor Anzai y Mitsui se conocían desde antes, en un partido que el equipo de Mitsui iba perdiendo por 2 puntos. Quedando pocos segundos la pelota se va para un saque lateral, en el que el profesor Anzai y Mitsui tienen la oportunidad de cruzar unas palabras y el profesor le dice la frase más famosa de Slam Dunk: "Si pierdes las esperanzas el partido se dará por terminado de inmediato, no pierdas las esperanzas hasta último momento". Entonces Mitsui siguió el consejo y se esforzó al máximo hasta el final, y logró la victoria con un tiro de 3 puntos. Ese hecho marcó su vida. Hanamichi lo llama Mitsuito. Hisashi Mitsui fue esencial en la victoria contra el equipo de Sannoh siendo este último el único juego el que no fuera sustituido.
Año: 3.º Año
Estatura: 184 cm
Peso: 70 kg
Camiseta número: #14
Posición: Escolta
Edad: 17
Secundaria: Takeishi

## Contenido de la obra

### Manga
Desde el punto de vista artístico, Slam Dunk presenta una gran calidad que se hace cada vez más patente con el progreso de la historia. El diseño de los personajes está muy bien proporcionado, mientras que los movimientos se expresan con una fluidez y realismo que para muchos superan a los de la propia serie de animación.
Cabe destacar la gran recreación que realiza Takehiko Inoue del baloncesto (deporte del que es fanático desde sus años en la escuela secundaria), transmitiendo siempre el ritmo de un partido real viñeta a viñeta y segundo a segundo mostrándonos absolutamente todo lo que ocurre en la cancha con un grado de precisión y minuciosidad inédito hasta la fecha. Tal es la minuciosidad del autor que todo el manga transcurre en apenas tres meses, desde el comienzo de curso en abril, hasta el verano.
Al igual que otros muchos mangas, Slam Dunk no fue adaptado al anime en su totalidad. Así, su adaptación a este formato solo incluye los 22 primeros volúmenes, dejando inéditos otros nueve, en los que se narra el torneo nacional.
Este manga ostentó, durante un tiempo, el récord de ventas absoluto para un manga, gracias a sus volúmenes 23 y 24. Este récord le fue arrebatado posteriormente por One Piece. En diciembre de 2004 alcanzó un total de 100 millones de ejemplares vendidos, ocasión que se conmemoró con la publicación de seis ilustraciones a toda página de los protagonistas del manga en los principales diarios de Japón junto con un mensaje de agradecimiento a los lectores.

### Anime
Un anime, que consta de 101 episodios, fue producido por Toei Animation y dirigido por Nobutaka Nishizawa. Se emitió por primera vez en TV Asahi del 16 de octubre de 1993 al 23 de marzo de 1996. Posteriormente se emitió en la red de televisión satelital Animax. El anime siguió la historia del manga, pero dejó fuera los juegos del Torneo Nacional. Toei compiló los episodios en una serie de diecisiete DVD que se lanzaron en Japón del 10 de diciembre de 2004 al 21 de mayo de 2005. Toei recopiló la serie en tres cajas de DVD durante 2008 en un total de diecisiete discos.
La música fue compuesta por Takanobu Masuda (del episodio 1 al 61) y BMF (del episodio 62 al 101). Se publicaron tres bandas sonoras de CD durante la transmisión de la serie en Japón. Las aperturas, el final y otros dos temas se recopilaron en la banda sonora del CD The Best of TV Animation Slam Dunk, lanzado el 21 de julio de 2003.
En cuanto diferencias al manga podemos encontrar:
- El último partido del anime, contra un combinado Shoyo-Ryonan no existe en el manga.
- En el anime se comete el error de llamar "estados" a las prefecturas. Japón no es un estado federal.

Además de esto, hay que recordar que el anime solo adapta hasta el tomo 22 del manga, con lo que toda la parte del torneo nacional queda inédita. Por ello, los últimos capítulos recurren a una mezcla de sucesos ocurridos en el manga (como el entrenamiento de los 20 000 tiros de Sakuragi) con otros totalmente ajenos al original (como la feria a la que asiste Sakuragi junto con Haruko y sus amigas).

#### Música
- Temas de apertura (openings)
  - Episodios 1 al 61: "Kimi ga Suki da to Sakebitai" (君が好きだと叫びたい?) por BAAD.
  - Episodios 62 al 101: "Zettai ni Daremo" (ぜったいに 誰も?) por ZYYG.
- Hispanoamérica
  - Episodios 1 al 101: "Quiero gritar te amo" por Adrián Barba

- Temas de cierre (endings)
  - Episodios 1 al 24: "Anata Dake Mitsumete'ru" (あなただけ見つめてる?) por Ohguro Maki.
  - Episodios 25 al 49: "Sekai ga Owaru Made wa" (世界が終わるまでは?) por Wands.
  - Episodios 50 al 81: "Kirameku Toki ni Torawarete" (煌（キラ）めく瞬間（トキ）に捕われて?) por Manish.
  - Episodios 82 al 101: "My Friend" por "ZARD".
- Hispanoamérica
  - Episodios 1 al 101: "Solo a ti mis ojos ven" por Marisa de Lille

### Películas y OVAS
Toei Animation produjo cuatro películas con contenido original (no basado en el manga) entre el 1994-1995.
El 7 de enero del 2021 Takehiko Inoue confirma vía Twitter la producción de una nueva película.
El 7 de enero de 2021, el autor de Slam Dunk, Takehiko Inoue, anunció en su Twitter que la serie recibirá una nueva película de anime de Toei Animation titulada The First Slam Dunk. Inoue será el director y escritor de la nueva película, con Yasuyuki Ebara diseñando los personajes. Se estrenará el 3 de diciembre de 2022 en Japón.

### Videojuegos
Algunos videojuegos basados en la serie han sido producidos por Bandai para el mercado japonés. Dos simuladores de baloncesto titulados Slam Dunk y Slam Dunk 2 fueron lanzados para Game Boy. En Super Nintendo había tres juegos, Slam Dunk, Slam Dunk 2, y SD Heat Up!. También se han lanzado juegos para la Game Gear, Mega Drive, y Sega Saturn. Un juego de arcade de Slam Dunk operado por monedas, hecho por Banpresto, fue lanzado en 1995. En el juego Jump Ultimate Stars de Nintendo DS aparecen como personajes de apoyo los jugadores de Shōhoku (Sakuragi, Rukawa, Akagi, Mitsui y Miyagi) y como personajes helpers el entrenador Anzai y Haruko Akagi.

## Premios y nominaciones

### Premio Shōgakukan
| Año  | Categoría 少年向け部門                | Anime     | Resultado |
| ---- | ------------------------------------- | --------- | --------- |
| 1994 | Shōnen muke bumon Mejor manga del año | Slam Dunk | Ganador   |